# 34571 Dominicyap
34571 Dominicyap è un asteroide della fascia principale. Scoperto nel 2000, presenta un'orbita caratterizzata da un semiasse maggiore pari a 2,4645710 au e da un'eccentricità di 0,1516343, inclinata di 7,08624° rispetto all'eclittica.